# Farny Lej

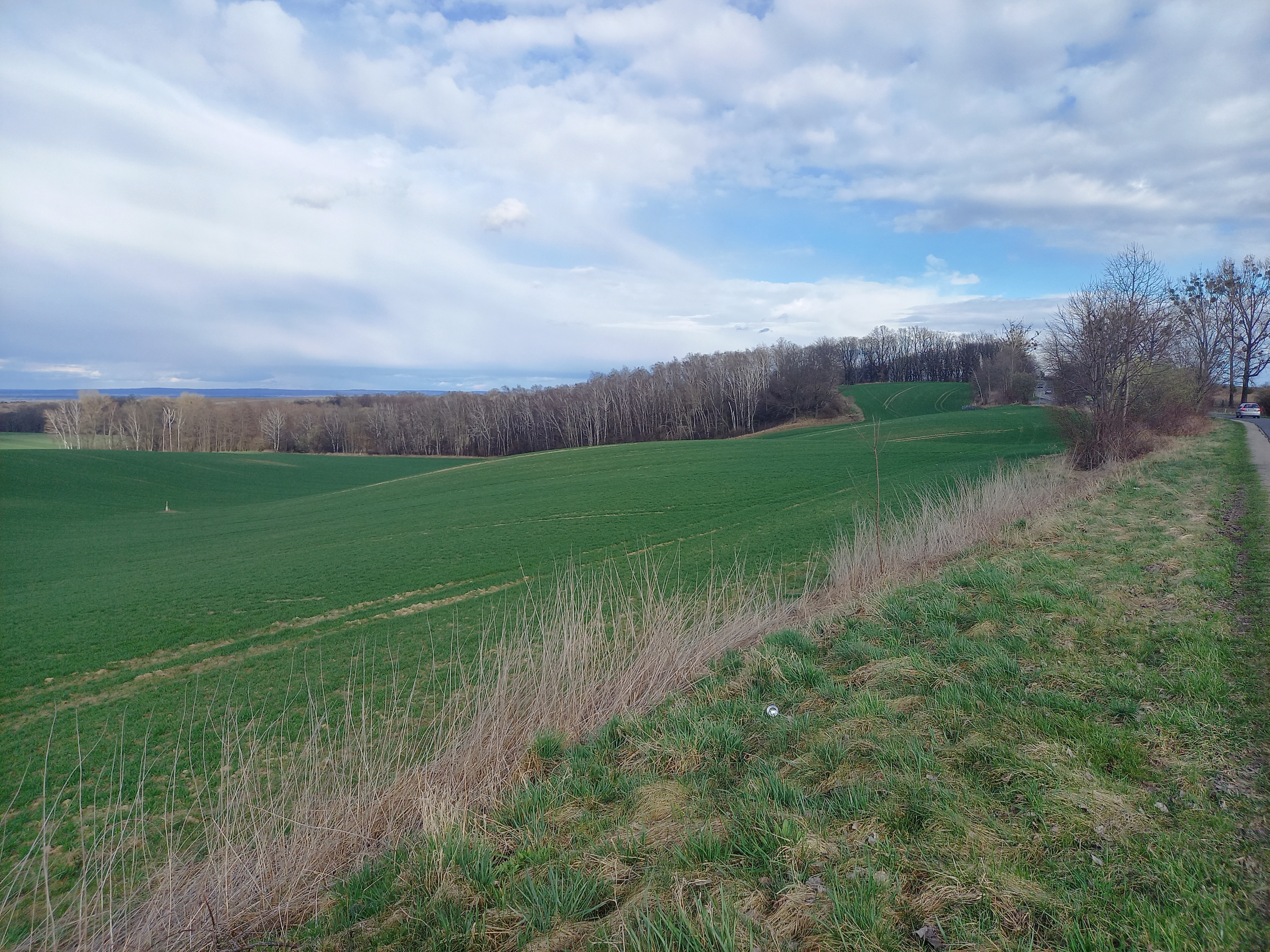
Farny Lej i Farna Góra (widok z Farnego Upłazu)

Farny Lej – lej (parów, wąwóz, jar, niecka denudacyjna) zlokalizowany w północnym stoku Farnej Góry, której wysokość bezwzględna w najwyższym punkcie wynosi 257,0 m n.p.m., nieco na północny zachód od wierzchołka wzniesienia. Znajduje się ono w Paśmie Farnej Góry, które stanowi część Wzgórz Trzebnickich. Po stronie południowo-zachodniej rozpościera się Farny Upłaz. Początek obniżenia znajduje się przy szosie przebiegającej przez masyw wzgórza – droga wojewódzka o numerze DW340 łącząca Trzebnicę oraz Oborniki Śląskie  i biegnie ono w kierunku północnym, stanowiąc wyraźne zagłębienie względem pozostałej części stoku. Dalej za jego krańcem rozpościera się pozostały obszar Malczowskich Jarów , będących kompleksem wąwozów o bogatej rzeźbie, ciągnących się wzdłuż malowniczo meandrującego, głęboko wciętego potoku o nazwie Włóknica i jego dopływów. Podobnie jak pozostałe wąwozy tego obszaru porośnięty jest lasami grądowymi i łęgowymi, z przestojami starych czereśni, dębów, wiązów i wierzb. Stanowi obszar źródliskowy, cechujący się wysokim stopniem naturalności.
Pod względem podziału administracyjnego Polski, Farny Lej znajduje się w obszarze Gminy Trzebnica, w powiecie Trzebnickim, województwie dolnośląskim (zobacz: podział administracyjny województwa dolnośląskiego), w obrębie ewidencyjnym miejscowości Marcinowo, koło Trzebnicy, w kierunku zachodnim od miasta. U początku leju przez Farną Górę i Farny Upłaz przebiegają szlaki turystyczne, m.in.: Główny Szlak Kocich Gór, Szlak „Kocich Gór”, szlak pieszy WR 283 i szlak rowerowy Korona Kocich Gór.